# ケーニグセグ・ジェメラ
ケーニグセグ・ジェメラ（Koenigsegg Gemera）は、ケーニグセグが2020年に発表したハイブリッドカーであり、4人乗りの「ファミリーカー」である。

## 概要
ケーニグセグはジェメラをオンラインにて公開し、その中でジェメラは1700馬力のハイブリッドカーで4人乗りの車と紹介した。
上記の通りこの車はファミリーカーであり、フロントフードとリヤトランクには計4つのスーツケースを収めることのできる収納能力も有している。
また、ガソリンだけでなく、エタノールやCO2ニュートラルなメタノールに対応可能である。ガソリン15％＋メタノール85％の混合燃料「E85」にも対応する。

## パワートレイン
ここに書くものはすべて※¹内より作成。
この車は、4人乗りかつハイブリッドカーであるがゆえに構造が複雑化している。
積まれるエンジンは排気量2リッターの3気筒。それにターボの加給にて600馬力を発生する仕様で、リヤに積まれる。しかし駆動させるのはリヤタイヤではなく、クランクシャフトに付けられた１つのモーターと共にダイレクトドライブへ送られ、フロントタイヤを駆動させる。
リヤタイヤを駆動させるのはエンジン脇左右にある2つのエレクトリックモーターである。
以上より、エンジンの600馬力と3つ分のモーター(計1100馬力)で1700馬力を発生させることが可能である。

## 動力性能
動力性能は、0～100km/h加速を1.9秒。最高速は400km/h。蓄電容量16.6kWhの800Vバッテリーは、EVモードで最大50kmの航続が可能で、EVモードの最高速は300km/hである。

## 車体
ジェメラは、カーボンファイバー製モノコック、6つのスマートエアバッグ、ESP、トラクションコントロールシステム、ABS、「ADAS 2.5」と呼ばれるアシスタントシステムが装備される。